# Immunoprinting
La tecnica sierologica di caratterizzazione di immunoprinting è un sistema veloce e affidabile per misurare la diffusione di un virus non persistente effettuando un ampio numero di campioni.
Permette infatti di ricavare la distribuzione statistica del patogeno in una vasta scala di rilevazioni in campo epidemiologico.